# Gabrijelčič
Gabrijelčič je priimek v Sloveniji, ki ga je po podatkih Statističnega urada Republike Slovenije na dan 1. januarja 2020 uporabljalo 326 oseb in je med vsemi priimki po pogostosti uporabe uvrščen na 1.165. mesto. Največ oseb s tem priimkom živi v Goriški statistični regiji.

## Znani nosilci priimka
- Ana Gabrijelčič (* 1988), pisateljica ?
- Andrej Gabrijelčič (1820–1896), slovenski politik, narodni buditelj
- Beba Zalokar (r. Gabrijelčič) (* 1937), baletna plesalka
- Helena Gabrijelčič Tomc, prof. NTF za informacijsko-grafične tehnologije, 3-D modeliranje, ...
- Janez Gabrijelčič (* 1939), ekonomist, kulturni delavec
- Jasmina Gabrijelčič, zdravnica pulmologinja
- Josip Gabrijelčič, duhovnik na Sveti Gori, monsinjor
- Klavdija Žvokelj Gabrijelčič (1897–1993), prof. francoščine, kulturna delavka, planinka, smučarka
- Ludvik Gabrijelčič (1921–1985), politik
- Luka Lisjak Gabrijelčič (* 1980), zgodovinar, prevajalec, publicist
- Marija Gabrijelčič (* 1942), pedagoginja (metoda miselnih vzorccev)
- Marijan Gabrijelčič (1940–1998), skladatelj, glasbeni publicist, prof. AG
- Marjan Gabrijelčič (1951–2010), kulturni delavec, organizator
- Metka Gabrijelčič (* 1934), filmska igralka in gradbena inženirka
- Mihael Gabrijelčič (1854–?),  sodnik
- Mojca Gabrijelčič Blenkuš, specialistka javnega zdravja, dokt. sociologije, doc.
- Nada Gabrijelčič (1903–1986), gledališka igralka in režiserka
- Peter Gabrijelčič (* 1947), arhitekt mostov, urbanist, prof. FA
- Stanka Vilhar (r. Gabrijelčič) (1920–2006), aktivistka OF, publicistka in pisateljica
- Tone Gabrijelčič (* 1945), kirurg, slovenski pionir kardiovaskularne kirurgije
- Uroš Gabrijelčič, pisatelj, prevajalec ?